# Donald Eagle
Donald Ross Eagle (nascido em 28 de julho de 1936) é um ex-ciclista neozelandês que competia no ciclismo de pista. Representou seu país, Nova Zelândia, nos Jogos Olímpicos de Verão de 1956, terminando em quinto na perseguição por equipes de 4 km.